# Пустота (фильм, 2016)
«Пустота» (англ. The Void) — канадский фильм 2016 года Стивена Костански и Джереми Гиллеспи в жанре лавкрафтовских ужасов. Продюсерами выступили Джонатан Бронфман и Кейси Уокер. В ролях Аарон Пул, Кеннет Уэлш, Дэниел Фазерс, Кэтлин Манро и Эллен Вонг. Сюжет рассказывает о небольшой группе людей, которая попадают в больницу из-за собрания сектантов в капюшонах и странных существ.
Эффекты существ созданы на студии Indiegogo за 82 510 долларов, в то время как финансирование фильма производилось по традиционным каналам продюсерской компанией. Премьера состоялась на фестивале Fantastic Fest в 2016 году, а затем на кинофестивале в Торонто After Dark Film Festival. Фильм был выпущен ограниченным прокатом в кинотеатрах 21 мая 2017 года в Великобритании и США и 17 апреля в Канаде, первоначально открываясь в 31 кинотеатре, а затем расширившись до 50. В первые выходные он заработал около 55 000 долларов, а в прокате 149 365 долларов во время его выпуска. «Пустота» получила положительные отзывы критиков, многие из которых сравнивали его с фильмами ужасов 1980-х годов.

## Сюжет
Джеймс убегает из фермерского дома в лес. За ним следует женщина, которая оказывается ранена выстрелом. Винсент и Саймон обливают её бензином и поджигают. Заместитель шерифа Дэниел Картер находит Джеймса, ползущего по дороге и привозит его больницу, где его бывшая жена Эллисон Фрейзер работает медсестрой. В больнице находятся доктор Ричард Пауэлл, медсестра Беверли, интерн Ким, беременная пациентка Мэгги, её дедушка Бен и пациент Клифф. Завороженная Беверли убивает Клиффа, сдирая кожу с его лица. Даниэля мучают странные видения.
Солдат Митчелл прибывает в больницу, чтобы забрать Джеймса. На них нападают сектанты в мантиях. Джеймс, Дэниел и Митчелл обнаруживают, что труп Беверли превратился в существо с щупальцами. Винсент и Саймон держат группу под прицелом. Джеймс берет Мэгги в заложники, чтобы защитить себя, и наносит удар Пауэллу, который падает на пол. Появляется тварь, которая убивает Митчелла щупальцами, а затем Винсент и Саймон убивают тварь. Дэниел и Винсент находят фотографии и файлы, указывающие на то, что Пауэлл был лидером культа. Пауэлл звонит Дэниелу, насмехаясь над ним и упоминая видение, которое Дэниел испытал в бессознательном состоянии.
Ким и Бен остаются с Мэгги, пока Дэниел, Винсент и Саймон допрашивают Джеймса. Джеймс объясняет, что сектанты могут преобразовывать людей. Пауэлл признается, что нашёл способ бросить вызов смерти после потери своей дочери Сары. Содрав кожу с лица, Пауэлл показывает Эллисон, что теперь внутри него что-то растет. Дэниел, Винсент, Саймон и Джеймс идут в подвал и попадают в окружение деформированных трупов, возвращенных к жизни. Одно из существ убивает Джеймса, а остальные трое разделяются.
Когда у Мэгги начинаются роды, Ким не решается сделать кесарево сечение. Мэгги перерезает горло Бену, говоря, что носит ребёнка доктора Пауэлла, Ким сбегает, прячась в одной из комнат. Сектанты входят в здание, появляется существо с щупальцами. Дэниел атакует мутировавшие останки своей жены топором. Пауэлл уверяет Дэниела, что тот может вернуть своего ребёнка, если он захочет умереть первым. Пауэлл становится похож на чудовище и произносит заклинание. Винсент и Саймон сражаются. Тварь убивает Винсента, но тот обливает её спиртом и поджигает. Пауэлл уверяет Дэниела, что может быть с Эллисон, если перестанет сопротивляться и «отпустит». Даниэль отказывается верить ему и в драке проваливаются в пустоту. Саймон сбегает из больницы. В финале Дэниел и Эллисон показаны держащимися за руки в другом мире под чёрной пирамидой.

## В ролях
- Аарон Пул в роли Дэниела Картера
- Кеннет Уэлш в роли доктора Ричарда Пауэлла
- Дэниел Фатерс в роли отца / Винсента
- Кэтлин Манро в роли Эллисон Фрейзер
- Эллен Вонг в роли Ким
- Мик Бысков в роли Сына / Саймона
- Грейс Манро в роли Мэгги
- Эван Стерн в роли Джеймса
- Джеймс Миллингтон, в роли Бена
- Арт Хиндл в роли Митчелла
- Стефани Белдинг в роли Беверли
- Мэтт Кеннеди в роли Клиффа Робертсона

## Производство
С 2000 года канадская киногруппа «Астрон-6» начала работу над фильмом.
Джереми Гиллеспи изначально работал в Pinewood, где Гильермо дель Торо работал над незаконченным фильмом «Хребты безумия», который хотел снять фильм по Лавкрафту. Гиллеспи предложил идею того, как это могло бы выглядеть: все эти вещи, связанные с пирамидами и треугольниками, остались без ответа и двусмысленными, чтобы зрители могли интерпретировать их так, как они хотели".
Гиллеспи и Костански удалось собрать деньги, необходимые им для создания вида существ. Со спецэффектами помогла команда, работавшая над «Отрядом самоубийц» Дэвида Эйера в Торонто. Гиллеспи был помощником арт-директора, а Костански — художником по спецэффектам. Гиллеспи назвал «Пустоту» сложной постановкой, отметив, что «Каждая тварь была самой большой проблемой и это был душераздирающий кошмар.

## Премьера
Мировая премьера состоялась на Fantastic Fest 22 сентября 2016 года. Канадская премьера фильма состоялась 17 октября на кинофестивале в Торонто After Dark Film Festival. Screen Media Films заключила сделку с XYZ Films и CAA о выпуске „Пустоту“ в кинотеатрах и видео по запросу в день и день в США 7 апреля 2017 года, в Виннипеге 31 марта, Торонто 1 апреля, Оттаве и Калгари 7 апреля и Ванкувере 8 апреля, где его распространяла компания D Films.
Саундтрек к фильму „Пустота“ был выпущен лейблом Death Waltz Recordings 4 октября 2017 года.

## Прием
На веб-сайте-агрегаторе обзоров Rotten Tomatoes он имеет рейтинг одобрения 78 % на основе 73 отзывов и средний рейтинг 6,11 из 10. Критический консенсус сайта гласит: „фильм предлагает ностальгию для поклонников малобюджетных ужасов 1980-х — и законные острые ощущения для хардкорных энтузиастов жанра всех возрастов“. На Metacritic „Пустота“ получила рейтинг 62 из 100 на основе 14 обзоров, что означает „в целом положительные отзывы“.
Фангория дала фильму положительную рецензию, особенно похвалив то, что „практические эффекты не затемнены, не видны частично через мигающий свет или трясущуюся камеру. Существа демонстрируют спереди и в центре, и монстры имеют больше воздействие, нежели бесчисленное множество CGI-пугалок, что стали стандартом в современных ужасах“. Также она сказала, что фильм „требует многократных просмотров“.
Ким Ньюман из Screen Daily сравнил фильм с предыдущими работами „Биополицейский“ из „Азбуки смерти 2“ и „Манборг“, заявив, что режиссёры „остаются в режиме стилизации и пытаться создать серьезную интригу, и Лавкрафтовский ужас“. В фильме незабываемо ужасные физические эффекты, а не на компьютерная графика». Он заключил, что фильм «предлагает хорошие моменты шока / неудачи и приятно непредсказуемый сюжет, даже если нечто в нем изображено схематично».